# لورين باورز
لورين باورز (بالإنجليزية: Lauren Powers)‏ هي ممثلة أمريكية، ولدت في 13 ديسمبر 1961 في لوس أنجلوس في الولايات المتحدة.

## وصلات خارجية
- لورين باورز على موقع IMDb (الإنجليزية)